# Tidworth
Tidworth är en stad och civil parish i grevskapet Wiltshire i södra England. Staden ligger i enhetskommunen Wiltshire, cirka 21,5 kilometer nordost om Salisbury. Tätorten (built-up area) hade 10 692 invånare vid folkräkningen år 2021.
Tidworth bestod ursprungligen av de två byarna North Tidworth och South Tidworth.